# Ali Khemiri
Ali Khemiri (arabe : علي الخميري), né à Souk El Arba, est un acteur tunisien.

## Filmographie

### Cinéma
- 2000 : La Saison des hommes de Moufida Tlatli[1]
- 2006 : Bin El Widyene de Khaled Barsaoui
- 2008 : L'Accident de Rachid Ferchiou
- 2010 : Fin décembre (ar) de Moez Kamoun (ar)
- 2015 : Conflit de Moncef Barbouch

### Télévision

#### Séries
- 1992 : El Douar (ar) de Houcine Mahnouch et Abdelkader Jerbi : le chef du centre de la garde nationale
- 1994 : Amwaj de Slaheddine Essid, Ali Ben Arfa et Ali Mansour : Hassen
- 1996 : El Khottab Al Bab de Slaheddine Essid, Moncef Beldi et Ali Louati : le commissaire (invité d'honneur de l'épisode 3 de la saison 1)
- 1999 : Anbar Ellil de Habib Mselmani et Ahmed Rajab : Mustapha
- 2000 : Mnamet Aroussia de Slaheddine Essid et Ali Louati
- 2001 : Dhafayer de Habib Mselmani, Madih Belaïd et Abdelhakim Alimi : Chikh Trab
- 2002 : Itr Al Ghadhab de Habib Mselmani et Ridha Kaham : Moncef Néji
- 2003 : Ikhwa wa Zaman de Hamadi Arafa, Wajiha Jendoubi et Dhafer Néji : Ali
- 2005 : Halloula w Slouma d'Ibrahim Letaïef et Farès Naânaâ : le père de Halloula
- 2006 :
  - Hayet Wa Amani de Mohamed Ghodhbane et Jamel Eddine Khelif
  - Hkeyet El Aroui de Habib Jomni
- 2007 : Layali el bidh : le commissaire (invité d'honneur de l'épisode 18)
- 2008 : Choufli Hal de Slaheddine Essid et Abdelkader Jerbi : Omrane (invité d'honneur des épisodes 29 et 30 de la saison 4)
- 2009 : Achek Assarab de Habib Mselmani et Ali Louati : Noureddine Lasmer
- 2009-2011 : Njoum Ellil de Madih Belaïd, Amir Majouli et Mehdi Nasra
- 2010 : Min Ayyem Maliha d'Abdelkader Jerbi
- 2011 : Maître Malek de Fraj Slama : Hassan Ben Moumen
- 2012 : Onkoud El Ghadhab de Naïm Ben Rhouma, Hichem Akermi et Abdelkader Bel Hadj Nasser
- 2013 :
  - Layem de Khaled Barsaoui, Jamil Najjar et Tahar Fazaa
  - Awled Lebled (épisode pilote) de Slim Ben Hafsa et Yassine Cherif
  - Yawmiyet Aloulou de Kamel Youssef, Tarek Ben Hjal et Béchir Mannai (invité d'honneur de l'épisode 15) : Salah
- 2015 :
  - Plus belle la vie de Didier Albert : Kader[2] (saison 11 : Prime : dette d'honneur)
  - Histoires tunisiennes de Nada Mezni Hafaiedh (invité d'honneur)
- 2016 :
  - Madrasat Al Rassoul d'Anouar Ayachi et Ali Eddeb : Omar Ibn Abdelaziz
  - Awled Moufida de Sami Fehri et Saoussen Jemni
  - Flashback de Mourad Ben Cheikh
  - Dima Ashab d'Abdelkader Jerbi : Hmaîda
- 2017 : Dawama de Naïm Ben Rhouma, Mohamed Ali Mihoub et Abdelmonem Haouas : Ibrahim, le père de Yousra
- 2018 : Lavage de Nabil Bessaïda, Seifeddine Dhrif et Mariem Ben Jemaï : Sadok, le père de Racha
- 2019 : Ali Chouerreb de Madih Belaïd, Rania Mlika et Rabii Takeli (saison 2)
- 2024 :
  - Fallujah de Saoussen Jemni : Farhat, directeur d'une école dans une zone rurale (invité d'honneur des épisodes 1, 16, 19 et 21 de la saison 2)
  - Beb Rezk de Heifel Ben Youssef
- 2025 : Oued El Bey de Raouia Marmouch[3]

#### Téléfilms
- 2006 : Abderrahman Ibn Khaldoun de Habib Mselmani
- 2007 : Puissant de Habib Mselmani

## Théâtre
- 2004 : Portraits (Choukhouss), texte d'Abdelbaki Mehri et mise en scène par Ali Khemiri[4],[5]
- 2012 : Carthage en folie (Al Jamâa) de Hédi Oueld Baballah, texte de Béchir Chaâbouni et Hédi Ben Amor